# Левоневський Володимир Валерійович
Володимир Валерійович Левоне́вський (рос. Владимир Валерьевич Левоне́вский, біл. Уладзімір Валер'евіч Леване́ўскі, пол. Włodzimierz Lewoniewski) — громадський діяч, науковець, колишній голова Страйкому (2004—2006 рр.). Син колишнього політичного ув'язненого Валерія Левоневського.

## Біографія
Володимир народився 28 січня 1986 року в місті Гродно у багатодітній сім'ї. У 2010 році закінчив факультет математики і інформатики ГрДУ ім. Янки Купали. Через два роки він закінчив факультет права і адміністрації університету імені Адама Міцкевича в Познані, отримав вчений ступінь магістра управління. З 2012 року — аспірант на кафедрі інформаційних систем Економічного Університету в Познані.
Брав активну участь в організації акцій протесту на захист прав громадян, організатор мітингів і страйків підприємців, заступник голови Страйкового Комітету Підприємців Республіки Білорусь, заступник головного редактора загальнореспубліканського бюлетеня «Підприємець».

## Громадська діяльність

### Білорусь
11 листопада 2001 року Володимир разом з братом Дмитром був затриманий на речовому ринку «Динамо» в Мінську службою безпеки за поширення бюлетенів «Підприємець» і «Стадіон» з інформацією про законодавство, пізніше версія про причину затримання помінялася — молодих людей затримали для встановлення особи.
19 червня 2002 Володимир був затриманий співробітниками міліції на ринку «Центральний» в Гродно — він роздавав лист підприємцям, яке його батько написав їм з камери № 4 спецприймальники Жовтневого РОВД м. Гродно.
30 квітня 2004 був затриманий співробітниками КДБ і міліції в Гродно на ринку «Корона» за поширення листівок. Було складено два протоколи вилучення.
Через декілька днів, 3 травня 2004 року, під час проведення чергової акції протесту підприємців, Володимир був засуджений на 13 діб арешту за організацію мітингів (1 травня 2004 і 3 травня 2004 року).
21 липня 2004 року було порушено кримінальну справу по ст. 342 КК Білорусі — «організація несанкціонованого мітингу» (термін арешту — до 3 років), проте через тиждень з нього і батька звинувачення були зняті.
13 листопада 2005 року Володимир Левоневський був знову затриманий на Центральному ринку міста Гродно. Співробітники міліції вилучили усю наявну у нього друкарську продукцію(інформаційний бюлетень «Підприємець», газета «Біржа Інформації»), пославшись на ст. 244 КоАП РБ.
22 грудня 2005 — співробітники міліції затримали Володимира на Центральному ринку Гродно за поширення бюлетеня «Підприємець». Пізніше, в лютому 2006 року, влада зажадала від нього сплатити штраф.
2 березня 2007 — на ринку «Корона» в Гродно Володимир був затриманий міліцією за поширення інформаційних матеріалів про мітинг підприємців, наміченого на 12 березня.
У 2004—2006 рр. Володимир виконував обов'язки голови Страйкового Комітету. У цей період часу Комітет розширив свою діяльність і активно займався захистом прав засуджених, вимагав від адміністрації колоній, керівництво Департаменту виконання покарань МВС РБ неухильного дотримання законодавства і дотримання прав засуджених: реалізація їх прав на самоосвіту, зайняття спортом, користування бібліотекою і інших прав, передбачених законом. Страйковий Комітет також сприяв організації освітніх гуртків і культурно-масових заходів для засуджених. У червні 2004 року була оголошена акція на підтримку політичного ув'язненого Валерія Левоневського.

### Польща
У 2011—2012 роках Володимир Левоневський входив до складу Ради Факультету права і адміністрації УАМ як представник від студентів, а також активно співпрацював з Парламентом Студентів УАМ.
У 2013, 2015 і 2016 році Володимир був заступником голови Ради докторантів Економічного університету в Познані, а в 2013—2015 роках — членом Ради факультету інформатики та електронної економіки Економічного університету в Познані, з 2018 року є головою докторантури університету. Також в 2013—2018 рр. входить до складу організаційних комітетів республіканських і міжнародних наукових конференцій.

## Наука
Автор понад 10 наукових публікацій і більше 20 презентацій на польських і міжнародних наукових конференціях. області досліджень: якість даних в загальнодоступних популярних базах знань (Вікіпедія, DBpedia, Вікідані та інші), Криптовалюти (в тому числі Біткойн).

## Нагороди
- Кращий Міжнародний Докторант 2018 — Інтерстудент 2018[42][43][44][37][28][45]
- Краща Наукова Стаття 2017 — 23-та міжнародна конференція з інформаційних і програмних технологій (ICIST 2017)[46][47]